# Raoul Sangla
Raoul Sangla, né le 1er septembre 1930 à Anglet (Pyrénées-Atlantiques) et mort le 31 mai 2021 à Vichy,, est un réalisateur de télévision français qui fut ėgalement scénariste et journaliste.

Grande figure historique du petit ėcran comme le furent Jean-Christophe Averty, Claude Santelli, Jean Prat, Maurice Failevic, Paul Seban, Marcel Bluwal et Stellio Lorenzi, Raoul Sangla a révolutionné et donné ses lettres de noblesse à la télévision française : 

« Prodigieux inventeur d'écriture filmique […] par l'audace de son écriture, par la qualité de ses inventions, tant au niveau de ce que l'on appelle le dispositif qu'au niveau du filmage lui-même »

— René Gardies et Marie-Claude Taranger.
.
Il a notamment réalisé Discorama, la célèbre émission de Denise Glaser, Bienvenue chez Guy Béart et d'innombrables dramatiques.
En 1994, il fonde l'Institut européen du cinéma et de l'audiovisuel (IECA) dont il sera président jusqu'en 2007.

## Biographie

### Débuts
Au départ, rien ne destinait Raoul Sangla à la télévision. Il aurait dû rester au pays basque et devenir plâtrier, comme son père, métier qu'il exerce effectivement de 1948 à 1955, après des études aux collèges de Bétharram et d’Ustaritz, puis au lycée de Biarritz.
En 1956, il monte à Paris et étudie la réalisation avec Marcel Carné et Sacha Guitry, un poste qu’il obtient grâce au syndicat CGT du spectacle. Il assistera Marcel Carné dans Le Pays d'où je viens, Sacha Guitry dans Assassins et Voleurs, Maurice Cam dans L'amour descend du ciel, Guillaume Radot dans Fric-frac en dentelles, Claude Bernard-Aubert dans Les Tripes au soleil et Match contre la mort ou encore Paul Paviot dans Portrait-robot.
En 1959, Raoul Sangla fait ses débuts à la télévision aux studios des Buttes Chaumont — « vivier de la création française » — sur le tournage de Marie Stuart de Stellio Lorenzi, dont il est l'assistant à la télévision jusqu’en 1964, ainsi que celui de Pierre Badel, Lazare Iglesis ou encore Philippe Ducrest.
Dès cette époque, il affirme sa position vis-à-vis de ce que représente la télévision, déclarant que « la télévision est au cinéma ce que le journalisme est au roman. »

### Débuts de réalisateur etDiscorama
C'est en 1964 qu'il passe naturellement à la réalisation télévisée avec Discorama, émission musicale et culturelle hebdomadaire présentée par Denise Glaser, à laquelle il apporte quelques nouveautés, notamment en montrant les équipes techniques à l'image.
À la même époque, il dirige les six premiers numéros de Bienvenue à… qu'anime Guy Béart et qui permet au public de rencontrer une personnalité du monde culturel.
Le 11 octobre 1967, il réalise deux courts-métrages avec Jimi Hendrix et ses deux musiciens, l'un dans le chantier de la rue Lecourbe, l'autre le long du marché de la rue Daguerre. 
Par ailleurs, de 1968 à 1970, il réalise L'invité du dimanche ou encore En passant par Paris (1964-1967), Allegro (1966-1968), Le Nouveau Dimanche (1967-1968), Pique-nique (1968), La ville idéale (1969).
En 1970-1971, il signe Du bonheur et rien d’autre et Un pas ou deux sur la neige, deux comédies musicales écrites par Jean-Claude Grumberg.
En 1972, il dirige La Fête, une chronique des rapports entre armateurs et dockers lors du carnaval de Dunkerque.
La même année, Raoul Sangla réalise, aux côtés de Dominique Reznikoff, Soudain un écureuil, illustration sans paroles du Requiem de Verdi.
Entre 1974 et 1977 il réalise à la télévision de nombreux feuilletons, documentaires ou fictions télévisées comme La Croisée avec Brigitte Fossey.
On lui doit également plusieurs documentaires d'une cinquantaine de minutes tournés en un seul plan dans le quartier de la Défense à Paris.

### Expérimentations
Jean-Pierre Elkabbach lui confie la réalisation du JT de 20 heures en 1977 où il développe ses expériences de mise en scène en persistant à rendre apparente à l'image l'équipe technique de l'émission.
En 1978, Raoul Sangla tourne La Passion en deux jours, un plan fixe de 58 minutes comprenant 150 figurants et une vingtaine de comédiens. La même année, il poursuit la réalisation de séries télévisées (Aragon, dits et non dits et Les Petits Soirs).
Alors qu'il est directeur de la Maison de la Culture à Nanterre (il le sera de 1978 à 1981), Raoul Sangla y organise des rencontres avec Anna Prucnal, ce qui donnera l'émission Anna et Raoul.
En 1981-1982, il est à l'origine du Journal d'en France sur Antenne 2, « une télévision qui se mêle de ceux qui la regardent » (leitmotiv de l'émission). Après onze numéros, Antenne 2 met un terme à sa collaboration avec lui.

### Le tournant des années 80
Il met en scène, aux côtés de Michèle O'Glor, Il pleut, il pleut rosière, comédie musicale traitant du racisme et adapte également, avec Denis Guénoun, l'Énéide de Virgile.
Durant la période s'étendant de 1984 à 1990, Raoul Sangla travaille à la mise en place de nombreuses télévisions locales : Télécité-1er à Gennevilliers, Canal 101 (dans les environs de Marseille), Télé-Caraïbes en Guadeloupe, Télé Toulouse, Aqui TV à Sarlat et, depuis 2000, Télé Bocal et Zaléa TV à Paris.
En 1993, il réalise Rage et outrage avec Georges White, puis Apparition mortelle avec Pierre Baudry en 1998, long-métrage de fiction que diffusera Zaléa TV en 2001. Suivront Métazone et De quelques Cognacqjaypithèques en 2004.
En 1994, il fonde l'Institut européen du cinéma et de l'audiovisuel (IECA) dont il sera président jusqu'en 2007.
Il publie également en 2007 une chronique, intitulée Heures ouvrables et carnet de doute, dans lequel il porte une critique distanciée sur sa traversée de près de cinquante ans de l'univers télévisuel.
En 2013 il réalise, caméra à l'épaule, le long métrage : La passion de Gilles Cormery, sur la vie et l’œuvre peint de l'artiste peintre et poète Gilles Cormery (1950-1999). Ce film sera ponctué de poésies de l'artiste, lues par Raoul Sangla lui-même. (Production label video)[réf. nécessaire].
Raoul Sangla, mort à Vichy le 31 mai 2021, est enterré dans le cimetière communal de Billy.

## Approches et convictions
Ayant vécu dès les années 1950 toutes les évolutions de la télévision française, il n'hésite pas, par ailleurs, à afficher son regret quant à ce que la télévision moderne est devenue, fustigeant ce « grand alambic du consensus […], un instrument d'aliénation qui avait pourtant une autre destinée », notamment en raison de sa volonté de créer sans cesse une fiction — une illusion —, jusque dans les studios d'une télévision qui s'entête à se croire au cinéma.
Il s'érigera toujours en défenseur de la réalité en télévision et surtout de l'utilisation de cet outil qui doit trouver une fonction qui lui est propre, n'étant « ni du cinématographe, ni du théâtre, ni du music-hall ». Pour lui, le « véritable héros de la télévision, c'est le hasard. La vie en train de se faire et dont on ne sait pas l'instant d'après de quoi elle va être faite ».

## Filmographie

### Réalisateur
- 2013 : La Passion de Gilles Cormery[réf. nécessaire]
- 1998 : Le Procès de l'internet
- 1994 : De Serge Gainsbourg à Gainsbarre de 1958-1991 (segments Qui est "in", qui est "out", interview par Denise Glaser, 1966)
- 1994 : Rage et Outrage
- 1993 : Du degré premier au second, parcours meusien
- 1989 : Comment s'en sortir sans sortir
- 1988 : Henri Lefebvre
- 1980 : Les Aiguilleurs ; Don Quichotte à Nanterre
- 1979 : Les Petits Soirs
- 1979 : Le Grand Inquisiteur (adaptation TV)
- 1978 : La Passion
- 1978 : Mamma Rosa ou la Farce du destin (série télévisée)
- 1975 : La Croisée
- 1974 : Fracasse
- 1959 : Parfois le dimanche (coréalisateur : Ado Kyrou)
- 1959 : Discorama

### Scénariste
- 1993 : Du degré premier au second, parcours meusien
- 1988 : Henri Lefebvre
- 1979 : Le Grand Inquisiteur (adaptation TV)
- 1978 : Mamma Rosa ou la Farce du destin (série télévisée)
- 1959 : Parfois le dimanche

### Assistant réalisateur
- 1962 : Portrait-robot de Paul Paviot
- 1961 : La Chevelure d'Adonis Kyrou (premier assistant réalisateur)
- 1960 : Les Cinq Dernières Minutes, épisode Un poing final de Claude Loursais (second assistant réalisateur)
- 1958 : Les Tripes au soleil de Claude Bernard-Aubert
- 1957 : Fric-frac en dentelles de Guillaume Radot (premier assistant réalisateur)
- 1957 : Assassins et Voleurs de Sacha Guitry (second assistant réalisateur)

### Sources
- Microfilms, Radio France, 06/12/1987, entretien avec Serge Daney.
- Christian-Marc Bosséno, 200 téléastes français, Courbevoie, CinémAction, 1989.
- Raoul Sangla, Heures ouvrables et carnet de doute : Chronique, L'Harmattan, 2007, Collection : Mémoires de Télévision.